# Casa Alianza
Die Casa-Alianza-Kinderhilfe ist eine gemeinnützige und unabhängige Hilfsorganisation, die sich seit dem Jahr 1981 dem Schutz und der Wiedereingliederung der Straßenkinder in Guatemala, Honduras, Mexiko und, seit Mitte der 1990er Jahre, in Nicaragua widmet. Der Verein ist die mittelamerikanische Tochterorganisation des US-amerikanischen Straßenkinderhilfswerks Covenant House. 
Die Zentrale befindet sich in San José, Costa Rica.
Am 17. Oktober 1991 wurde die deutsche Casa Alianza Kinderhilfe Guatemala e. V. vom Lehrer Franz Hucklenbruch in Bad Honnef gegründet, um auf ehrenamtlicher Basis die Casa Alianza Mittelamerika politisch und finanziell zu unterstützen. In dieser Zeit herrschte in Guatemala Bürgerkrieg, in dessen Schatten auch viele gezielte Menschenrechtsverletzungen an Straßenkindern verübt wurden. In diesem Zusammenhang hatte sich auch amnesty international engagiert, woraufhin Franz Hucklenbruch als ai-Mitglied auf die Arbeit der Casa Alianza stieß. Im Jahr 1997 wurde Casa Alianza Suisse in Genf gegründet.
Der Verein wurde mit dem Olof-Palme-Preis ausgezeichnet und erhielt im Jahr 2000 den Hilton-Preis. 
Casa Alianza-Kinderhilfe Guatemala e. V. ist Trägerorganisation von Transfair und Mitglied bei VENRO. Bundesweit gibt es rund 700 Mitglieder mit Jahresbeiträgen zwischen 12 Euro und 600 Euro. Daneben gibt es weitere 3000 Kontakte zu Schulen und Kirchengemeinden, die das Budget tragen. Von Deutschland aus wird die Drogenrehabilitation „Nujuyu“ („Unsere Erde“) finanziert.
Seit dem Jahr 1992 hat die Kinderhilfe acht Benefiz-CDs der Reihe „Klassik für Menschenrechte“ produziert.

## Tätigkeitsfelder
Der Verein arbeitet für die Rechte des Kindes. So hat die Organisation beispielsweise durchgesetzt, dass Kinder und Jugendliche nicht mehr gemeinsam mit Erwachsenen in die gleichen Haftzellen gesperrt werden. Der Verein hat aus zahlreichen Fällen von illegaler Adoption zwölf Fälle vor Gericht gebracht, in die „höchste Kreise“ verwickelt waren. Der Verein hat systematisch dokumentiert, wo in Mexiko, Honduras, Nicaragua und Guatemala Minderjährige in einschlägigen Bars beschäftigt werden, und Polizei-Razzien in Gang gesetzt. Im Jahr 2004 wurden von den Behörden 94 dieser Jugendlichen bei Casa Alianza untergebracht.

### Streetwork
Tag und Nacht ziehen Streetworker (immer ein Mann und eine Frau) durch die Straßen von Guatemala-Stadt. Sie suchen die Kinder und Jugendlichen an den Plätzen auf, an denen sie sich aufhalten. Sie versorgen kleinere Verletzungen, spielen mit Kindern und hören ihnen zu. Zu jedem Kind gibt es eine Akte, in der festgehalten wird, wann das Kind erstmals auf der Straße angetroffen wurde, in welchem Gesundheitszustand es sich befindet, was man über die Eltern und Verwandte in Erfahrung bringen konnte usf. Casa Alianza hat Kontakt zu ca. 1600 Kindern, die nur auf der Straße leben.

### Krisenzentrum
Die Anlaufstelle im Stadtzentrum ist Tag und Nacht geöffnet. Hier können Kinder duschen oder eine warme Mahlzeit bekommen. Sie können übernachten und langfristig von der Straße wegkommen. Zwischen 60 und 100 Kinder sind durchschnittlich im Krisenzentrum.

### Drogenrehabilitation („Nujuyu“)
Die Drogenrehabilitation („Nujuyu“) findet etwa 40 km westlich von der Hauptstadt statt. Es wird kalter Entzug praktiziert. Um den Tag ohne Drogen (Klebstoff, Verdünner, Crack, Heroin, Marihuana, Alkohol) zu überstehen, ist der Tagesablauf vollgepackt mit Aktivitäten, Sport und Arbeit. Gespräche mit Ärzten und Psychologen motivieren sie zum Durchhalten. Das von der Kinderhilfe Guatemala e.V. finanzierte Programm bietet Platz für 30 Kinder und Jugendliche zwischen 8 und 19 Jahren. Etwa 30 % der Kinder schaffen es – die anderen werden rückfällig und müssen erneut versuchen, von den Drogen wegzukommen.

### Übergangstraining (für Jungen, für Mädchen)
Hier leben etwa jeweils 50 junge Leute, um sich auf die Endstufe des Programms vorzubereiten: die Wohngemeinschaften. Dafür müssen sie vieles lernen, um den gemeinsamen Tagesablauf zu bewältigen (Hygiene, Essen mit Messer und Gabel, Zähneputzen usw.).

### Wohngemeinschaften
Hier leben jeweils 14 junge Leute im Alter von 8 bis 18 Jahren zusammen, gehen zur Schule oder lernen einen Beruf. Drei Erzieher im Schichtarbeit betreuen die Gruppen, vormittags kommt eine Köchin hinzu, die bei der Vorbereitung des Essens dabei ist. Es gibt etwa 20 solcher Gruppen, darunter auch eine minderjährige Mutter mit ihren Babys.

### Rechtshilfebüro
Drei Juristen befassen sich mit den Rechtsproblemen vor Gericht. Etwa 280 Verfahren sind vor Gericht anhängig, in denen Polizisten und Privatpersonen wegen Ermordung eines Straßenkindes angeklagt sind. In den letzten 10 Jahren sind 15 Verfahren mit einer Verurteilung der Täter abgeschlossen worden, 4 der Täter sind in Haft.

### Re-Integration
Wo es möglich erscheint, versuchen Sozialarbeiter und Rechtshilfebüro, Straßenkinder wieder in ihre Familien zu integrieren. Dies gelingt in etwa 90 bis 100 Fällen pro Jahr.